# Sobrio
Sobrio est une localité et une ancienne commune suisse du canton du Tessin.

## Histoire
Composée du village homonyme, ainsi que des hameaux de Parnasco, Villa et de Ronzano, la commune de Sobrio constitua, au Moyen Âge, une degagna (en) de l'ancienne communauté de Giornico. La commune connut plusieurs vagues d'émigrations, dont celle en particulier du milieu du XIXe siècle.
Le 1er janvier 2017, la commune de Sobrio est incorporée dans celle, voisine, de Faido.

## Patrimoine bâti
L'église paroissiale Saint-Laurent, mentionnée dès le XIIIe siècle puis agrandie au XVIe siècle, est inscrite comme bien culturel d'importance régionale.